# Сколоздра, Михаил Андреевич
Михаил Андреевич Сколоздра (укр. Михайло Андрійович Сколоздра; 17 июля 1921 года, село Розвадов) — машинист вращающейся печи Николаевского цементно-горного комбината Львовского совнархоза, Львовская область, Украинская ССР. Герой Социалистического Труда (1963).
Родился в 1921 году в крестьянской семье в селе Розвадов (сегодня — Стрыйский район Львовской области).
С 1950 года — рабочий, футеровщик, машинист вращающейся печи Николаевского цементно-горного комбината Дрогобычской (с 1959 года — Львовской) области. В 1961 году за высокие трудовые показатели был удостоен звания «Ударник коммунистического труда» и в 1962 году — звания «Отличник социалистического соревнования Украинской ССР». В 1966 году выступил инициатором движения за увеличение стойкости футеровки.
Досрочно выполнил задания Семилетки (1959—1965) и личные социалистические обязательства по увеличению производительности труда. Указом Президиума Верховного Совета СССР от 8 июля 1963 года удостоен звания Героя Социалистического Труда с вручением ордена Ленина и золотой медали «Серп и Молот».
После выхода на пенсию проживал в городе Николаев Львовской области.